# Erioptereta lanuginosa
Erioptereta lanuginosa är en fjärilsart som beskrevs av W. Warren 1906. Erioptereta lanuginosa ingår i släktet Erioptereta och familjen mätare. Inga underarter finns listade i Catalogue of Life.